# Wymysłów (Wolanów)
Pour les articles homonymes, voir Wymysłów.
Wymysłów (prononciation : [vɨˈmɨswuf]) est un village polonais de la gmina de Wolanów dans le powiat de Radom de la voïvodie de Mazovie dans le centre-est de la Pologne.
Le village compte approximativement une population de 150 habitants.

## Histoire
De 1975 à 1998, le village appartenait administrativement à la voïvodie de Radom.